# Groß Pampau
Groß Pampau – gmina w Niemczech w kraju związkowym Szlezwik-Holsztyn, w powiecie Herzogtum Lauenburg, wchodzi w skład urzędu Schwarzenbek-Land.